# Beerfelden
Beerfelden ist ein Stadtteil der Stadt Oberzent im südhessischen Odenwaldkreis. Der Stadtteil stellt als Sitz der Stadtverwaltung und wirtschaftliches Zentrum faktisch den Hauptort der Stadt Oberzent dar.

## Geographie

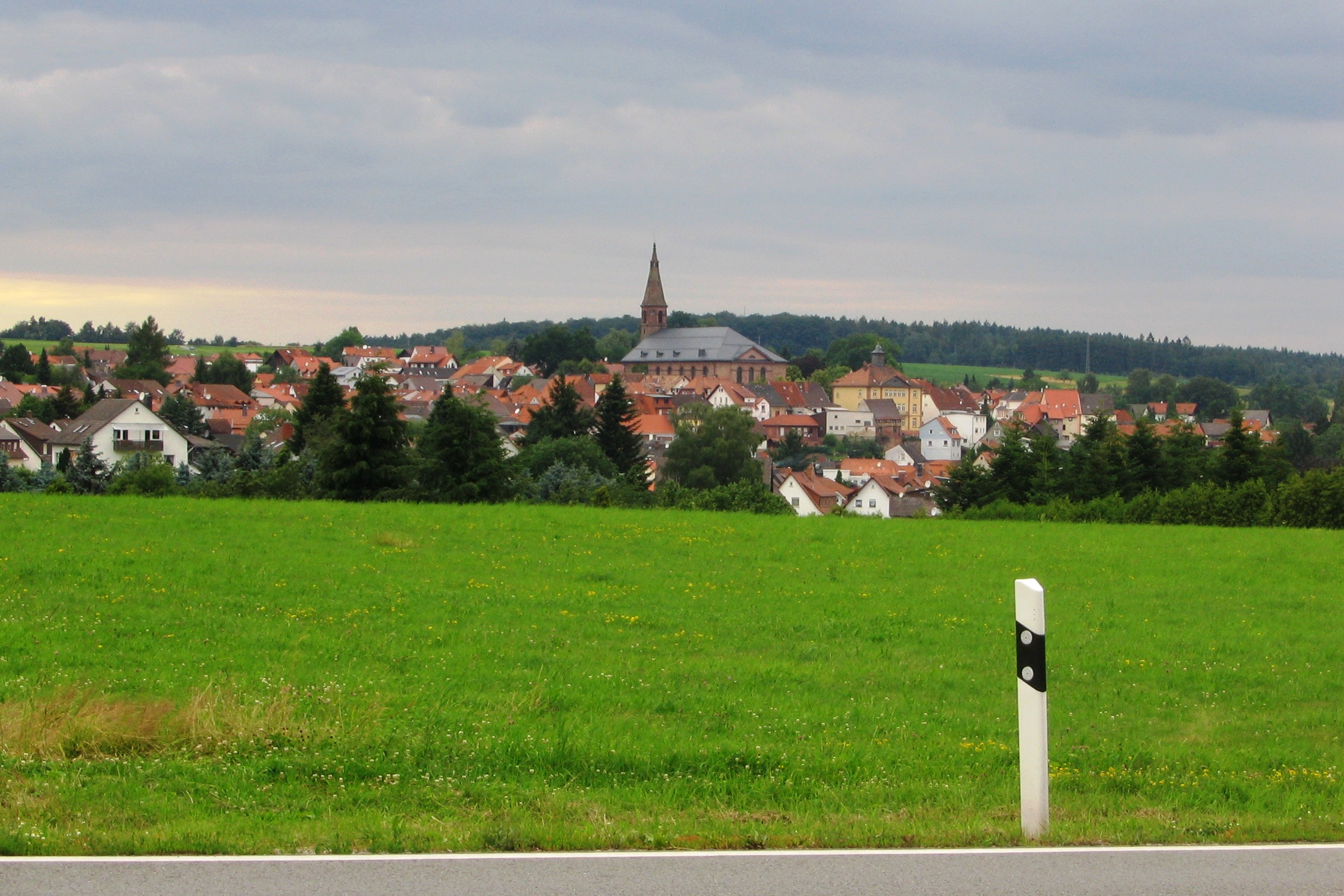
Blick auf Beerfelden von Osten

### Geographische Lage
Beerfelden liegt im Herzen des Odenwaldes auf der Wasserscheide zwischen Main und Neckar an der Quelle der Mümling. Der Ortskern befindet sich in 420 Meter Höhe auf dem Sattel, der das Mümlingtal im Norden mit dem nach Süden zum Neckar hinabziehenden engen und waldigen Gammelsbacher Tal verbindet. Diesen verkehrsgünstig liegenden Talzug mit Beerfelden als Bindeglied erschließt die Bundesstraße 45 als wichtigste durchgehende Nord-Süd-Verbindung im Hinteren Odenwald. Das Gebiet von Beerfelden reicht von 330 bis auf 540 Meter Höhe. Die Gemarkungsfläche beträgt 1333 Hektar (1961), davon sind 627 Hektar bewaldet.
Das Beerfelder Land umfasst als Tourismusregion neben dem Gebiet der ehemaligen Stadt Beerfelden auch die ehemaligen Gemeinden Rothenberg, Sensbachtal und Hesseneck im Geo-Naturpark Bergstraße-Odenwald und damit eines der waldreichsten Gebiete des hessischen Odenwalds. Das Beerfelder Land liegt auf einer Höhenlage zwischen 200 Metern und 555 Metern über Normalnull.
An der östlichen Grenze von Beerfelden, auf dem Gebiet von Ober-Sensbach, erheben sich die höchsten Berge des Odenwaldkreises, die Sensbacher Höhe mit 558 Meter und mit 555 Meter Höhe der Krähberg. Auf dessen Spitze liegt ein Jagdschloss der Grafen von Erbach-Fürstenau. Unter diesem Berg verbindet der Krähbergtunnel, zu seiner Entstehungszeit einer der längsten (3,1 km lang, in 348 m Höhe) Eisenbahntunnel in Deutschland, für die Odenwaldbahn das Mümlingtal mit dem Schöllenbachtal. Die Siegfriedstraße hingegen führt auf einer kurvenreichen Strecke bis auf 515 Meter Höhe am Reußenkreuz über seine südliche Schulter hinweg.

### Nachbarorte
Die ehemalige Stadt Beerfelden grenzt im Norden an die Gemeinde Mossautal und die Stadt Erbach, im Osten an die Gebiete der ehemaligen Gemeinden Hesseneck und Sensbachtal, im Süden an die Stadt Eberbach (Rhein-Neckar-Kreis in Baden-Württemberg) und die ehemalige Gemeinde Rothenberg sowie im Westen an die Gemeinde Wald-Michelbach (Landkreis Bergstraße).

## Geschichte

### Ortsgeschichte
Beerfelden wurde bereits im 10. Jahrhundert vom Kloster Lorsch zum Lehen gegeben. Die älteste bekannte schriftliche Erwähnung von Beerfelden erfolgte unter dem Namen Burrifelden im Jahr 1032  im Lorscher Codex.
Während der Zeit der Stammesherzogtümer gehörte der Ort zum Herzogtum Franken.
Im Jahre 1328 wurden Beerfelden (damalige Schreibweise „Baurenfelden“) die Stadtrechte verliehen.
1806 kam der Ort im Zuge des Reichsdeputationshauptschlusses von der Grafschaft Erbach, die seit 1500 zum Fränkischen Reichskreis gehörte, an das Großherzogtum Hessen. 1822 wurde das Landgericht Beerfelden errichtet, das 1879 in Amtsgericht Beerfelden umbenannt und 1968 aufgehoben wurde.
Am 29. April 1810 brannte fast der gesamte Ort ab. Der Großherzog sowie der Graf Albrecht zu Erbach-Fürstenau sorgten für Hilfsmaßnahmen. Die Hessische Brandassekurationskasse zahlte 172.802 Gulden für den Wiederaufbau.
Ende des 19. Jahrhunderts wurde in Beerfeldener Umland Bergbau auf Eisen und Mangan betrieben, siehe auch: Liste von Bergwerken im Odenwald.
Grenzänderungen

Ausdehnung des Stadtgebiets von 1971 bis 2017

Im Zuge der Gebietsreform in Hessen wurden am 1. Juli 1971 die ehemals selbständigen Gemeinden Airlenbach, Etzean, Hetzbach und Olfen auf freiwilliger Basis Stadtteile von Beerfelden. Am 1. Oktober 1971 folgten Falken-Gesäß und Gammelsbach. Für die sechs eingegliederten Stadtteile wurde jeweils ein Ortsbezirk gebildet mit einem gewählten Ortsbeirat unter dem Vorsitz eines Ortsvorstehers. Nach der Gebietsreform umfasste die Stadt Beerfelden eine Fläche von 71,19 Quadratkilometern mit 6399 Einwohnern am 31. Dezember 2015.
Sinkende Einwohnerzahlen und wirtschaftliche Gründe führten zu Bestrebungen, die Gemeinden Hesseneck, Beerfelden, Rothenberg und Sensbachtal zum 1. Januar 2018 zu einer Kommune mit dem Namen Oberzent zusammenzuschließen. In Bürgerentscheiden am 6. März 2016 stimmten die Bürger der vier Gemeinden jeweils mehrheitlich dafür. Bei einer Abstimmungsbeteiligung von 60,3 % betrug in Beerfelden die Mehrheit 88,5 % der abstimmenden Bürger. Sie stimmten damit für den ersten Zusammenschluss seit dem Abschluss der Gebietsreform 1979. Die Kommunalparlamente der vier beteiligten Gebietskörperschaften haben am 2. Mai 2017 in zeitgleichen Sitzungen den entsprechenden Grenzänderungsvertrag beschlossen. Beerfelden geht damit in der mit 165 Quadratkilometern nach Frankfurt und Wiesbaden flächenmäßig drittgrößten Kommune Hessens auf und gibt das Recht, sich als Stadt bezeichnen zu dürfen, an sie weiter. Die ehemaligen Stadtteile von Beerfelden wurden Stadtteile der neuen Stadt Oberzent. Die Postleitzahl 64743 für Beerfelden wurde mit dem Zusammenschluss obsolet und durch die Postleitzahl 64760 von Oberzent ersetzt. Für Beerfelden und ihre ehemaligen Stadtteile wurden Ortsbezirke mit Ortsbeirat und Ortsvorsteher nach der Hessischen Gemeindeordnung gebildet.

### Verwaltungsgeschichte im Überblick
Die folgende Liste zeigt die Staaten und Verwaltungseinheiten, denen Beerfelden angehört(e):
- vor 1806: Heiliges Römisches Reich, Grafschaft Erbach-Fürstenau, Amt Freienstein
- ab 1806: Großherzogtum Hessen (Souveränitätslande),[Anm. 2] Fürstentum Starkenburg, Amt Freienstein (zur Standesherrschaft Erbach gehörig)
- ab 1815: Großherzogtum Hessen[Anm. 3] (Souveränitätslande), Provinz Starkenburg, Amt Freienstein (zur Standesherrschaft Erbach gehörig)
- ab 1822: Großherzogtum Hessen, Provinz Starkenburg, Landratsbezirk Erbach[Anm. 4]
- ab 1848: Großherzogtum Hessen, Regierungsbezirk Erbach
- ab 1852: Großherzogtum Hessen, Provinz Starkenburg, Kreis Erbach
- ab 1871: Deutsches Reich,[Anm. 5] Großherzogtum Hessen, Provinz Starkenburg, Kreis Erbach
- ab 1918: Deutsches Reich, Volksstaat Hessen,[Anm. 6] Provinz Starkenburg, Kreis Erbach
- ab 1938: Deutsches Reich, Volksstaat Hessen, Landkreis Erbach[13][Anm. 7]
- ab 1945: Amerikanische Besatzungszone,[Anm. 8] Groß-Hessen, Regierungsbezirk Darmstadt, Landkreis Erbach
- ab 1946: Amerikanische Besatzungszone, Hessen, Regierungsbezirk Darmstadt, Landkreis Erbach
- ab 1949: Bundesrepublik Deutschland, Hessen, Regierungsbezirk Darmstadt, Landkreis Erbach
- ab 1972: Bundesrepublik Deutschland, Hessen, Regierungsbezirk Darmstadt, Odenwaldkreis
- ab 2018: Bundesrepublik Deutschland, Hessen, Regierungsbezirk Darmstadt, Odenwaldkreis, Stadt Oberzent[Anm. 9]

## Bevölkerung

### Ort Beerfelden

#### Einwohnerstruktur 2011
Nach den Erhebungen des Zensus 2011 lebten am Stichtag, dem 9. Mai 2011, im Ort Beerfelden 3387 Einwohner. Darunter waren 438 (12,9 %) Ausländer. Nach dem Lebensalter waren 588 Einwohner unter 18 Jahren, 1389 zwischen 18 und 49, 678 zwischen 50 und 64 und 732 Einwohner waren älter. Die Einwohner lebten in 1431 Haushalten. Davon waren 396 Singlehaushalte, 393 Paare ohne Kinder und 486 Paare mit Kindern, sowie 123 Alleinerziehende und 36 Wohngemeinschaften. In 315 Haushalten lebten ausschließlich Senioren und in 903 Haushaltungen lebten keine Senioren.

#### Einwohnerentwicklung
- 1961: 2569 evangelische (= 81,84 %), 517 katholische (= 16,47 %) Einwohner[1]

| Beerfelden: Einwohnerzahlen von 1829 bis 2018 | Beerfelden: Einwohnerzahlen von 1829 bis 2018 | Beerfelden: Einwohnerzahlen von 1829 bis 2018 | Beerfelden: Einwohnerzahlen von 1829 bis 2018 | Beerfelden: Einwohnerzahlen von 1829 bis 2018 |
| --- | --------------------------------------------- | --------------------------------------------- | --------------------------------------------- | --------------------------------------------- |
| Jahr |                                               |                                               |                                               | Einwohner                                     |
| 1829 | 1829                                          |                                               | 2.562                                         | 2.562                                         |
| 1834 | 1834                                          |                                               | 2.652                                         | 2.652                                         |
| 1840 | 1840                                          |                                               | 2.905                                         | 2.905                                         |
| 1846 | 1846                                          |                                               | 3.062                                         | 3.062                                         |
| 1852 | 1852                                          |                                               | 3.003                                         | 3.003                                         |
| 1858 | 1858                                          |                                               | 2.726                                         | 2.726                                         |
| 1864 | 1864                                          |                                               | 2.798                                         | 2.798                                         |
| 1871 | 1871                                          |                                               | 2.643                                         | 2.643                                         |
| 1875 | 1875                                          |                                               | 2.724                                         | 2.724                                         |
| 1885 | 1885                                          |                                               | 2.487                                         | 2.487                                         |
| 1895 | 1895                                          |                                               | 2.271                                         | 2.271                                         |
| 1905 | 1905                                          |                                               | 2.285                                         | 2.285                                         |
| 1910 | 1910                                          |                                               | 2.113                                         | 2.113                                         |
| 1925 | 1925                                          |                                               | 2.120                                         | 2.120                                         |
| 1939 | 1939                                          |                                               | 2.403                                         | 2.403                                         |
| 1946 | 1946                                          |                                               | 2.956                                         | 2.956                                         |
| 1950 | 1950                                          |                                               | 3.053                                         | 3.053                                         |
| 1956 | 1956                                          |                                               | 3.081                                         | 3.081                                         |
| 1961 | 1961                                          |                                               | 3.139                                         | 3.139                                         |
| 1967 | 1967                                          |                                               | 3.371                                         | 3.371                                         |
| 1970 | 1970                                          |                                               | 3.497                                         | 3.497                                         |
| 1990 | 1990                                          |                                               | ?                                             | ?                                             |
| 2000 | 2000                                          |                                               | ?                                             | ?                                             |
| 2011 | 2011                                          |                                               | 3.387                                         | 3.387                                         |
| 2015 | 2015                                          |                                               | 3.376                                         | 3.376                                         |
| 2018 | 2018                                          |                                               | 3.403                                         | 3.403                                         |
| Datenquelle: Historisches Gemeindeverzeichnis für Hessen: Die Bevölkerung der Gemeinden 1834 bis 1967. Wiesbaden: Hessisches Statistisches Landesamt, 1968. Weitere Quellen: ; Zensus 2011 |                                               |                                               |                                               |                                               |

### Stadt Beerfelden
Stadt Beerfelden vom 1. Juli 1971 bis 31. Dezember 2017

#### Einwohnerstruktur 2011
Nach den Erhebungen des Zensus 2011 lebten am Stichtag, dem 9. Mai 2011, in der Stadt Beerfelden 6477 Einwohner. Nach dem Lebensalter waren 1020 Einwohner unter 18 Jahren, 2565 zwischen 18 und 49, 1461 zwischen 50 und 64 und 1428 Einwohner waren älter. Unter den Einwohnern waren 594 (9,2 %) Ausländer, von denen 168 aus dem EU-Ausland, 399 aus anderen europäischen Ländern und 30 aus anderen Staaten kamen. (Bis zum Jahr 2015 erhöhte sich die Ausländerquote auf 12,7 %.) Die Einwohner lebten in 2727 Haushalten. Davon waren 717 Singlehaushalte, 822 Paare ohne Kinder und 915 Paare mit Kindern, sowie 213 Alleinerziehende und 60 Wohngemeinschaften. In 612 Haushalten lebten ausschließlich Senioren und in 1701 Haushaltungen leben keine Senioren.

#### Einwohnerentwicklung
| Stadt Beerfelden: Einwohnerzahlen von 1973 bis 2015 | Stadt Beerfelden: Einwohnerzahlen von 1973 bis 2015 | Stadt Beerfelden: Einwohnerzahlen von 1973 bis 2015 | Stadt Beerfelden: Einwohnerzahlen von 1973 bis 2015 | Stadt Beerfelden: Einwohnerzahlen von 1973 bis 2015 |
| --------------------------------------------------- | --------------------------------------------------- | --------------------------------------------------- | --------------------------------------------------- | --------------------------------------------------- |
| Jahr                                                |                                                     |                                                     |                                                     | Einwohner                                           |
| 1973                                                | 1973                                                |                                                     | 6.814                                               | 6.814                                               |
| 1975                                                | 1975                                                |                                                     | 6.796                                               | 6.796                                               |
| 1980                                                | 1980                                                |                                                     | 6.845                                               | 6.845                                               |
| 1985                                                | 1985                                                |                                                     | 6.779                                               | 6.779                                               |
| 1990                                                | 1990                                                |                                                     | 6.996                                               | 6.996                                               |
| 1995                                                | 1995                                                |                                                     | 7.155                                               | 7.155                                               |
| 2000                                                | 2000                                                |                                                     | 6.927                                               | 6.927                                               |
| 2005                                                | 2005                                                |                                                     | 6.897                                               | 6.897                                               |
| 2010                                                | 2010                                                |                                                     | 6.571                                               | 6.571                                               |
| 2011                                                | 2011                                                |                                                     | 6.477                                               | 6.477                                               |
| 2015                                                | 2015                                                |                                                     | 6.399                                               | 6.399                                               |
| Quelle(n): ; Zensus 2011                            |                                                     |                                                     |                                                     |                                                     |

#### Religionszugehörigkeit
| • 1961: | 2569 evangelische (= 81,84 %), 517 katholische (= 16,47 %) Einwohner                         |
| • 1987: | 5005 evangelische (= 64,7 %), 855 katholische (= 11,3 %), 807 sonstige (= 23,9 %) Einwohner  |
| • 2011: | 3970 evangelische (= 56,4 %), 809 katholische (= 10,5 %), 1698 sonstige (= 33,1 %) Einwohner |

## Politik

### Ehemalige Stadtverordnetenversammlung
Die Gemeindeauflösung am 31. Dezember 2017 wurde von der Stadtverordnetenversammlung beschlossen, die aus der Kommunalwahl am 6. März 2016 hervorging. Diese lieferte folgendes Ergebnis, in Vergleich gesetzt zu früheren Kommunalwahlen:
| Sitzverteilung in der Stadtverordnetenversammlung 2016Insgesamt 25 Sitze - SPD: 9 - Grüne: 3 - FDP: 5 - CDU: 2 - ÜWG: 6 | Parteien und Wählergemeinschaften | Parteien und Wählergemeinschaften             | % 2016 | Sitze 2016 | % 2011 | Sitze 2011 | % 2006 | Sitze 2006 | % 2001 | Sitze 2001 |
| Sitzverteilung in der Stadtverordnetenversammlung 2016Insgesamt 25 Sitze - SPD: 9 - Grüne: 3 - FDP: 5 - CDU: 2 - ÜWG: 6 | SPD                               | Sozialdemokratische Partei Deutschlands       | 36,1   | 9          | 40,9   | 10         | 51,4   | 13         | 50,5   | 16         |
| Sitzverteilung in der Stadtverordnetenversammlung 2016Insgesamt 25 Sitze - SPD: 9 - Grüne: 3 - FDP: 5 - CDU: 2 - ÜWG: 6 | ÜWG                               | Überparteiliche Wählergemeinschaft Beerfelden | 26,1   | 6          | 36,8   | 9          | 26,6   | 7          | 29,1   | 9          |
| Sitzverteilung in der Stadtverordnetenversammlung 2016Insgesamt 25 Sitze - SPD: 9 - Grüne: 3 - FDP: 5 - CDU: 2 - ÜWG: 6 | FDP                               | Freie Demokratische Partei                    | 20,6   | 5          | —      | —          | —      | —          | —      | —          |
| Sitzverteilung in der Stadtverordnetenversammlung 2016Insgesamt 25 Sitze - SPD: 9 - Grüne: 3 - FDP: 5 - CDU: 2 - ÜWG: 6 | GRÜNE                             | Bündnis 90/Die Grünen                         | 10,6   | 3          | 16,0   | 4          | 5,6    | 1          | 6,1    | 2          |
| Sitzverteilung in der Stadtverordnetenversammlung 2016Insgesamt 25 Sitze - SPD: 9 - Grüne: 3 - FDP: 5 - CDU: 2 - ÜWG: 6 | CDU                               | Christlich Demokratische Union Deutschlands   | 6,5    | 2          | 6,3    | 2          | 16,4   | 4          | 14,3   | 4          |
| Sitzverteilung in der Stadtverordnetenversammlung 2016Insgesamt 25 Sitze - SPD: 9 - Grüne: 3 - FDP: 5 - CDU: 2 - ÜWG: 6 | Gesamt                            | Gesamt                                        | 100,0  | 25         | 100,0  | 25         | 100,0  | 25         | 100,0  | 31         |
| Sitzverteilung in der Stadtverordnetenversammlung 2016Insgesamt 25 Sitze - SPD: 9 - Grüne: 3 - FDP: 5 - CDU: 2 - ÜWG: 6 | Wahlbeteiligung in %              | Wahlbeteiligung in %                          | 60,3   | 60,3       | 55,1   | 55,1       | 62,9   | 62,9       | 64,3   | 64,3       |

### Partnerschaften
Der ehemalige Stadtteil Olfen pflegt seit 1966 eine Partnerschaft mit Trévignin im französischen Département Savoie. Diese wird hinsichtlich der beteiligten Einwohnerzahl als die kleinste Europas bezeichnet.

### Bürgermeister
Nach der hessischen Kommunalverfassung ist der Bürgermeister Vorsitzender des Magistrats, dem in der Stadt Beerfelden neben dem Bürgermeister sechs ehrenamtliche Stadträte angehörten. Letzter Bürgermeister war seit 2000 Gottfried Görig (parteilos). Seine direkt gewählten Amtsvorgänger waren
- 1996 bis 2000 Adolf Engelter (SPD)

## Kultur und Sehenswürdigkeiten

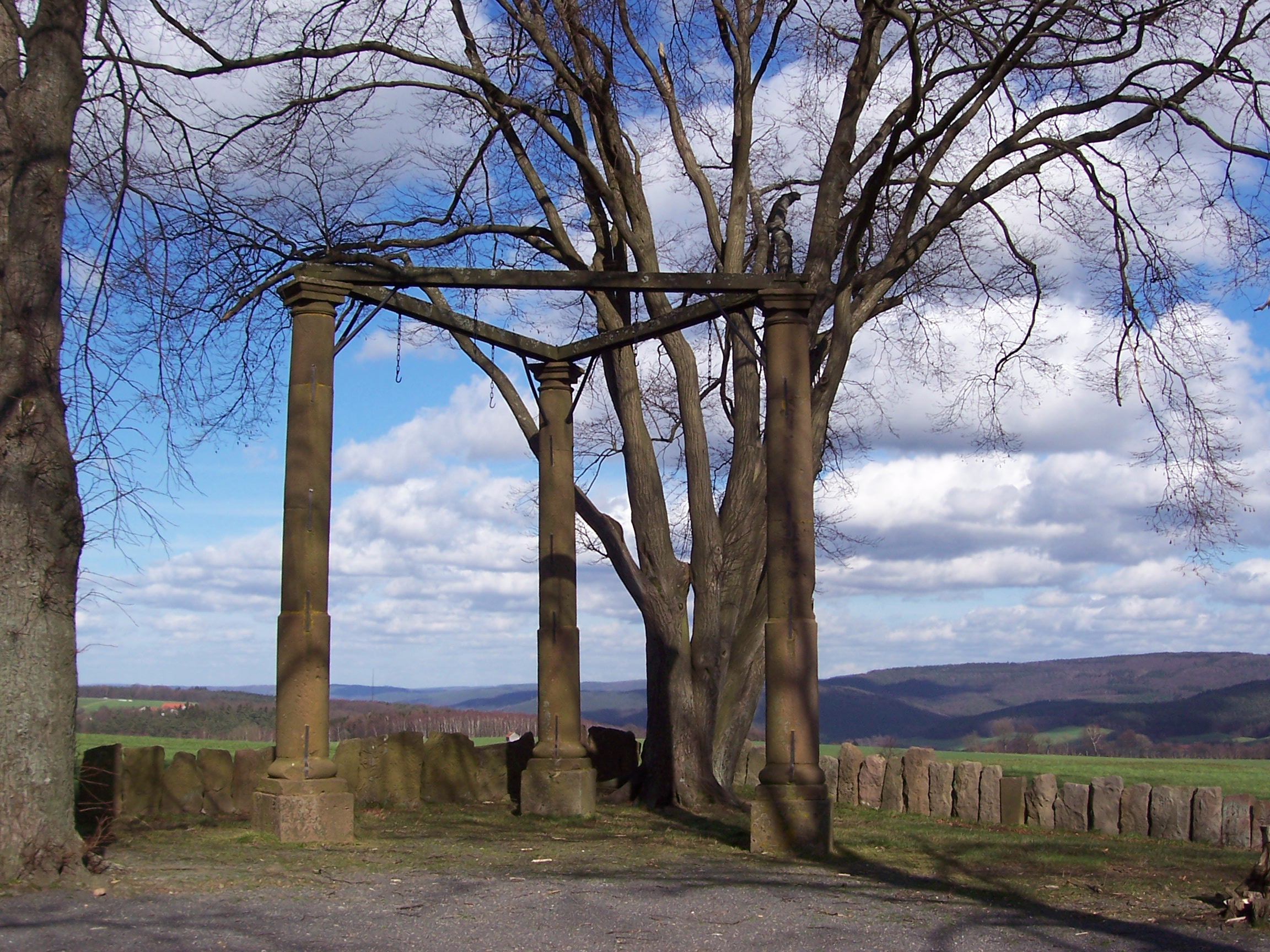
Dreischläfriger Galgen von 1550

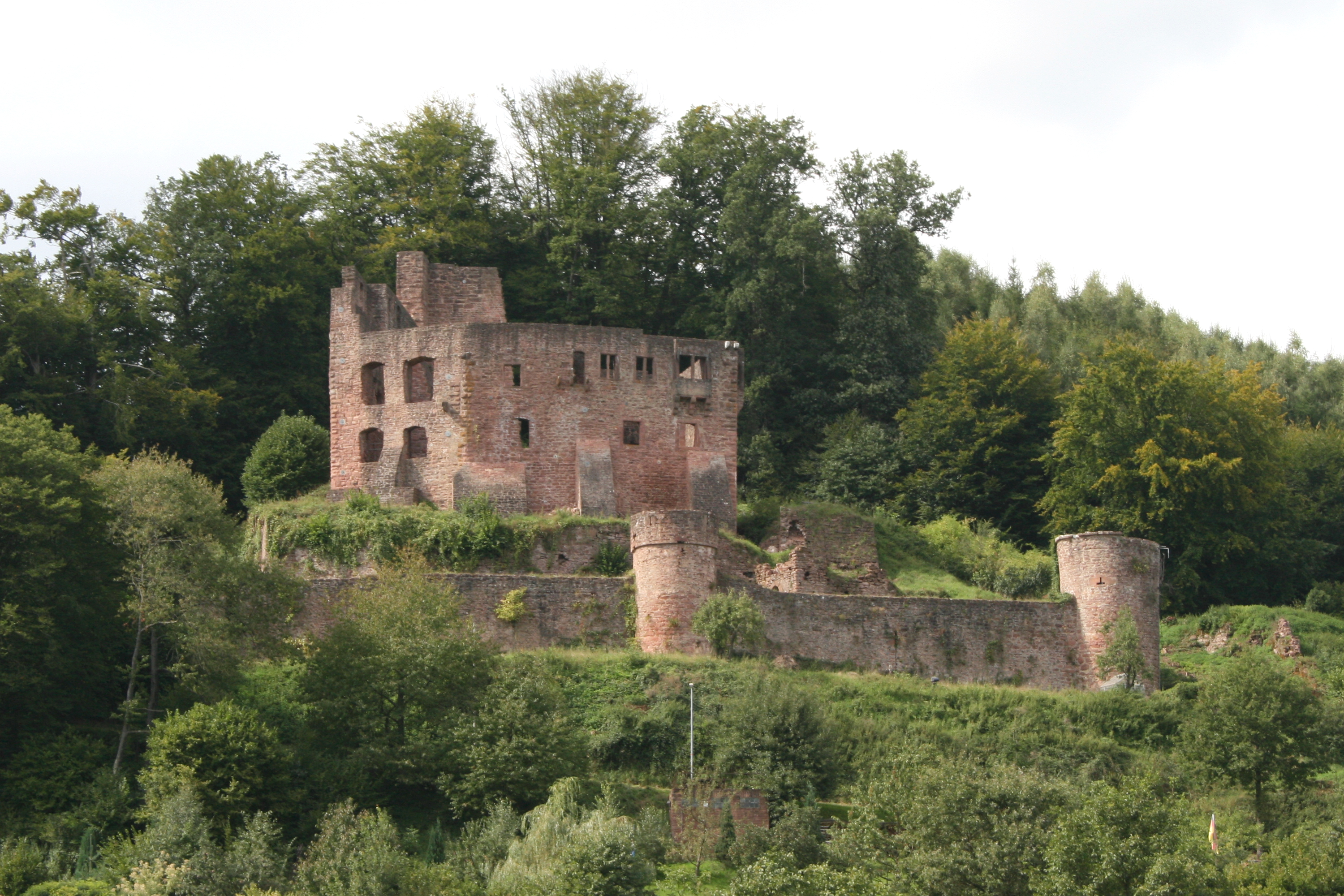
Burg Freienstein im Gammelsbachtal

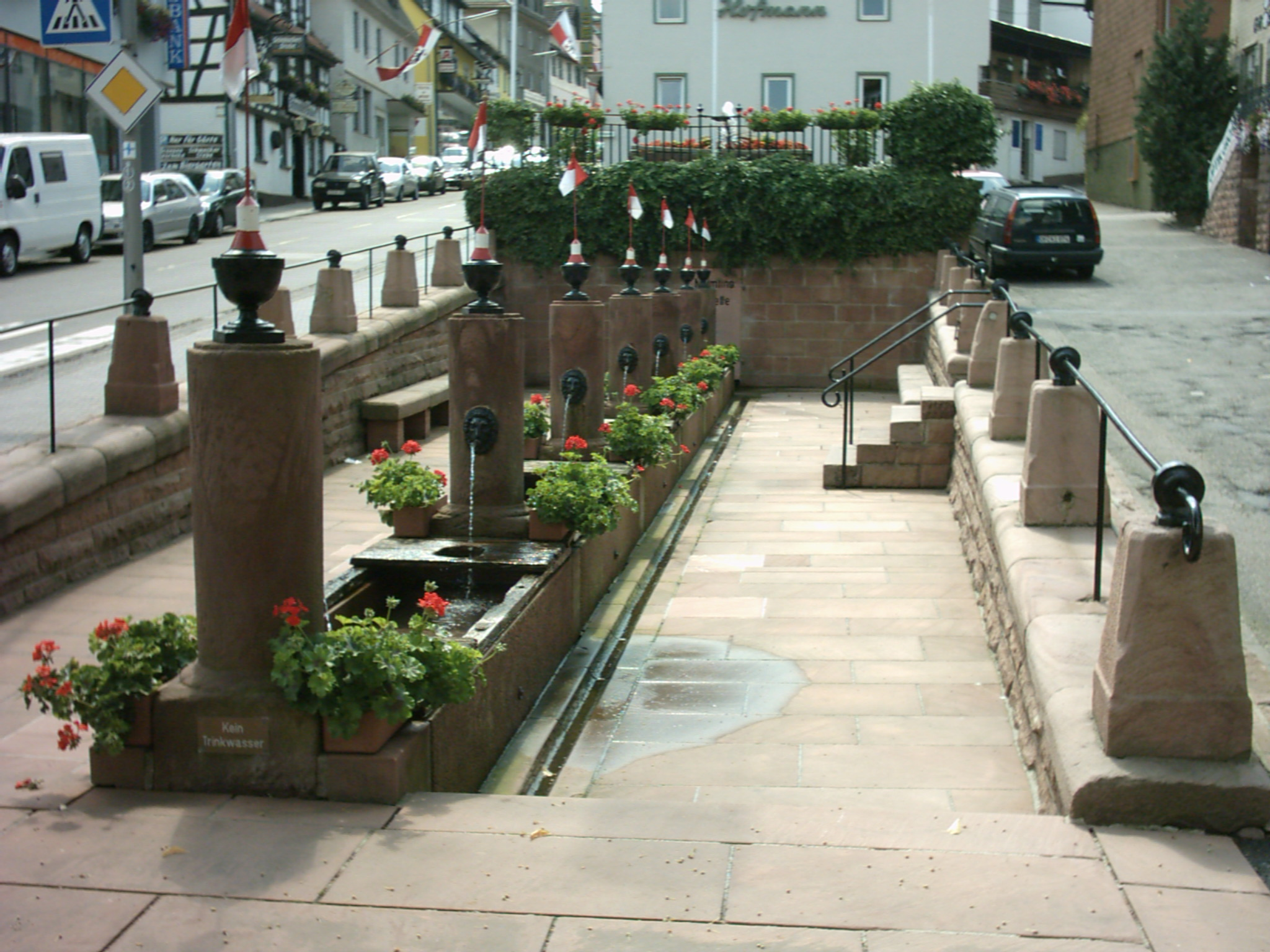
Zwölf-Röhren-Brunnen

### Bauwerke
Beerfelden besitzt mit dem Beerfelder Galgen neben dem Galgen Mudau einen von insgesamt nur zwei vollständig erhaltenen Galgen in Deutschland. Dieser wurde 1597 anstatt eines einfachen Holzgalgens errichtet.  Laut der Inschrift auf einem Gedenkstein neben dem Galgen soll die letzte Hinrichtung im Jahre 1804 erfolgt sein. Durch Kirchenbücher gesichert ist allerdings nur eine Hinrichtung für das Jahr 1746.
Der Ort soll wegen seiner schönen Aussicht gewählt worden sein, um dem Verurteilten die Strafe vermeintlich noch schlimmer zu gestalten. Auch wurde wohl an die abschreckende Wirkung des Anblicks Hingerichteter gedacht. Die Eisenbänder, welche die Rotsandsteinsäulen mit ihren sechs Metern Höhe zusammenhalten, wurden vor langer Zeit erneuert. Sie wurden angeblich im Jahr 1814 von dort lagernden Kosaken herausgerissen, die damit die Hufe ihrer Pferde beschlugen. Um den Galgen stehen sieben Linden, die an die alte Thing-Gerichtsbarkeit erinnern sollen, wobei es noch eine sogenannte Zentlinde gab, die dazu diente, vor ihr die Urteile zu fällen und zu verkünden. Diese soll sich am westlichen Ausgang der Stadt befunden haben; ihre Spuren sind jedoch nicht mehr erkennbar.
Mitten in Beerfelden liegt die Brunnenanlage der Mümlingquelle. Sie wurde nach dem großen Brand von 1810 als Zwölf-Röhrenbrunnen neu gestaltet und war bis zum Bau der Wasserleitung in den Jahren 1895–1898 von zentraler Bedeutung für die Trinkwasserversorgung der Bevölkerung. Die Brunnenanlage diente allein der Trinkwasserversorgung, Viehtränke und Waschplatz befanden sich abseits auf der gegenüberliegenden Straßenseite.
Im Gammelsbachtal liegt die Burgruine Freienstein.
Darüber hinaus existiert eine ansehnliche Reihe weiterer sehenswerter Kulturdenkmäler.

### Regelmäßige Veranstaltungen
- Der „Beerfelder Pferde-, Fohlen- und Zuchtviehmarkt“ findet seit dem Jahre 1901 jedes Jahr am Wochenende des zweiten Sonntags im Juli statt. Der traditionelle Viehmarkt am Montag ist die größte Zuchtviehschau Hessens. Ein weiterer Höhepunkt des Marktes ist das Springturnier.
- Die Beerfelder Kerwe findet jedes Jahr am ersten Oktoberwochenende statt. Veranstaltet wird sie seit 2006 auf dem Markt- und Sportgelände in Beerfelden.
- An Christi Himmelfahrt findet zu Ehren des Zwölf-Röhren-Brunnens das Beerfelder Brunnenfest statt. Dies ist ein verkaufsoffener Tag mit Ausstellungen der verschiedenen Unternehmen, Traditionellem und einem großen Flohmarkt. Das Brunnenfest zieht sich dabei quer durch die Straßen von Beerfelden. Der Metzkeil, der Mittelpunkt des Marktes, ist zugleich der Mittelpunkt des Ortes.

### Sport und Freizeit
Sowohl Beerfelden als auch der ehemalige Stadtteil Hetzbach verfügen über ein Freibad. Im Beerfelder Land gibt es viele ausgeschilderte Rad- und Wanderwege mit zahlreichen Aussichtspunkten. Ebenfalls findet man ein ausgewiesenes Netz Nordic-Walking-Strecken in verschiedenen Schwierigkeitsstufen.
Auf der Sensbacher Höhe bei Beerfelden befindet sich ein Wintersportgebiet mit Pisten und Loipen. Wenn es die Schneelage im Winter zulässt, wird das Wintersportgebiet geöffnet. Auf der einzigen Piste befindet sich auch einer von wenigen Skiliften im Odenwald. Er ist 450 Meter lang und führt von 450 Metern auf 540 Meter über NN. Flutlicht und ein Pistenbully sind ebenfalls vorhanden. Auf der Sensbacher Höhe befindet sich eine für Landesmeisterschaften zugelassene Snowboard- und Skirennstrecke.
Im ganzen Beerfelder Land gibt es weitere Loipenstrecken.
Durch Beerfelden und entlang der Mümling führen folgende Radwanderwege:
- Der 225 km lange 3-Länder-Radweg führt als Rundweg durch das Dreiländereck von Hessen, Baden-Württemberg und Bayern. Entlang von Mümling, Neckar und Main erkundet die Route den Odenwald.
- Der Hessische Radfernweg R4 beginnt in Hirschhorn am Neckar und verläuft mit einer Gesamtlänge von 385 Kilometern von Süd nach Nord durch Hessen, entlang von Mümling, Nidda und Schwalm nach Bad Karlshafen an der Weser.

Im Jahr 2004 wurde der Bikepark Beerfelden eröffnet. Jeder, der sein Mountainbike mitbringt, kann diesen Erlebnissport ausüben. Es gibt sieben Strecken, die je etwa einen Kilometer lang sind. Die fünf schwierigeren Downhill-Strecken weisen einige anspruchsvolle Teilstücke auf. Die sechste Downhill-Strecke wurde so gestaltet, dass sie auch von Kindern und technisch nicht so versierten Fahrern bewältigt werden kann. Die siebte Strecke ist ein Super-Enduro-Trail.
Am Himbächel-Viadukt im Ortsteil Hetzbach verläuft der Nibelungensteig, ein 130 Kilometer langer, mit dem Gütesiegel „Qualitätsweg Wanderbares Deutschland“ zertifizierter Fernwanderweg.

## Wirtschaft und Infrastruktur

### Bildungseinrichtungen
In Beerfelden befinden sich eine Grundschule, jeweils ein städtischer und evangelischer Kindergarten und eine Gesamtschule mit dem Namen „Oberzent-Schule“.

### Verkehr
Beerfelden liegt an der Bundesstraße 45, die in einem großen Bogen um die Stadt führt. Im ehemaligen Stadtteil Hetzbach befindet sich ein Bahnhof der Odenwaldbahn (RMV-Linie 65). Es bestehen Bahnverbindungen von Hetzbach über Erbach (Odw.) nach Darmstadt/Frankfurt und nach Eberbach am Neckar.
Die 1904 eröffnete Bahnverbindung von Hetzbach nach Beerfelden wurde für den Personenverkehr bereits 1954 eingestellt, für den Güterverkehr dann endgültig 1964. Sie war seinerzeit von der SEG, der Süddeutschen Eisenbahn-Gesellschaft betrieben worden. Sie war als „Schellekattel“ (hessisch „Glocken-Kätchen“) bekannt, da sie aufgrund zahlreicher Übergänge fast durchgehend mit Glocken-Warnton fuhr.

## Persönlichkeiten

### Söhne und Töchter des Ortes
- Johann Heinrich Breimer (1772–1837), Gerichtsschultheiß und Abgeordneter der 2. Kammer der Landstände des Großherzogtums Hessen
- Georg Ernst Menges (um 1830–1905), Kaufmann, Beigeordneter und Mitglied des Nassauischen Kommunallandtags
- Karl Wolf (1840–1906), Jurist, Kreisrat in den Kreisen Schotten und Lauterbach im Großherzogtum Hessen
- August Breimer (1845–1900), Bierbrauer, Gastwirt und Abgeordneter der 2. Kammer der Landstände des Großherzogtums Hessen
- Heinrich Braun (1847–1911), deutscher Chirurg
- Heinrich Breimer (1867–1947), Bierbrauermeister und Abgeordneter der 2. Kammer der Landstände des Großherzogtums Hessen, Sohn von August
- Johann Georg Peter Fuchs (1868–1949), bayrischer Theaterintendant, Bruder von Emil Fuchs
- Emil Fuchs (1874–1971), deutscher evangelischer Theologe, Bruder von Johann Georg Peter Fuchs
- Friedrich Schott (1881–1947), Schreinermeister und Politiker, Mitglied des Landtags des Volksstaates Hessen
- Jan Holschuh (1909–2000), deutscher Bildhauer
- Jürgen Wolf (* 1957), Skilangläufer, Trainer und Sportfunktionär
- Meike Weber (* 1987), Fußballspielerin

### Mit dem Ort verbunden
- Karl Friedrich Wider, Arachnologe und Pastor (lutherischer Oberpfarrer) in Beerfelden, 1. Mai 1828 zum ersten Pfarrer befördert
- Ludwig Albrecht Braun (1797–1869), hessischer Landtagsabgeordneter, Pfarrer in Beerfelden
- Michael Reuter (* 1948), Landtagsabgeordneter des Odenwaldkreises, seit 2003 in Beerfelden wohnhaft
- Jochen Sattler (* 1956), deutscher Fernsehjournalist, aufgewachsen in Beerfelden.
- Rüdiger Holschuh (* 1967), Mitglied des hessischen Landtages, aufgewachsen in Beerfelden
- Lukas Billick (* 1988), deutscher Fußballspieler, aufgewachsen in Beerfelden